# یواس‌سی‌جی‌سی همیلتون (دبلیوام‌اس‌ال-۷۵۳)
یواس‌سی‌جی‌سی همیلتون (دبلیوام‌اس‌ال-۷۵۳) (به انگلیسی: USCGC Hamilton (WMSL-753)) یک کشتی است که طول آن ۴۱۸ فوت (۱۲۷ متر) و ارتفاع آن ۱۴۰ فوت (۴۳ متر) می‌باشد.